# Utah Valley University
Die Utah Valley University (auch UVU genannt) ist eine staatliche Universität in Orem im US-Bundesstaat Utah. Gemessen an der Zahl der Studierenden war sie 2020 die größte Universität für Präsenzstudien in Utah.

## Geschichte
Die Hochschule wurde 1941 als Central Utah Vocational School in Provo gegründet, 1963 in Utah Trade Technical Institute und 1967 in Utah Technical College at Provo umbenannt. 1977 zog die Hochschule an ihren heutigen Standort in Orem. Bevor sie ihren heutigen Namen und den Universitätsstatus im Jahr 2008 erhielt, wurde sie ab 1987 als Utah Valley Community College und ab 1993 als Utah Valley State College genannt.

## Zahlen zu den Studierenden und den Dozenten

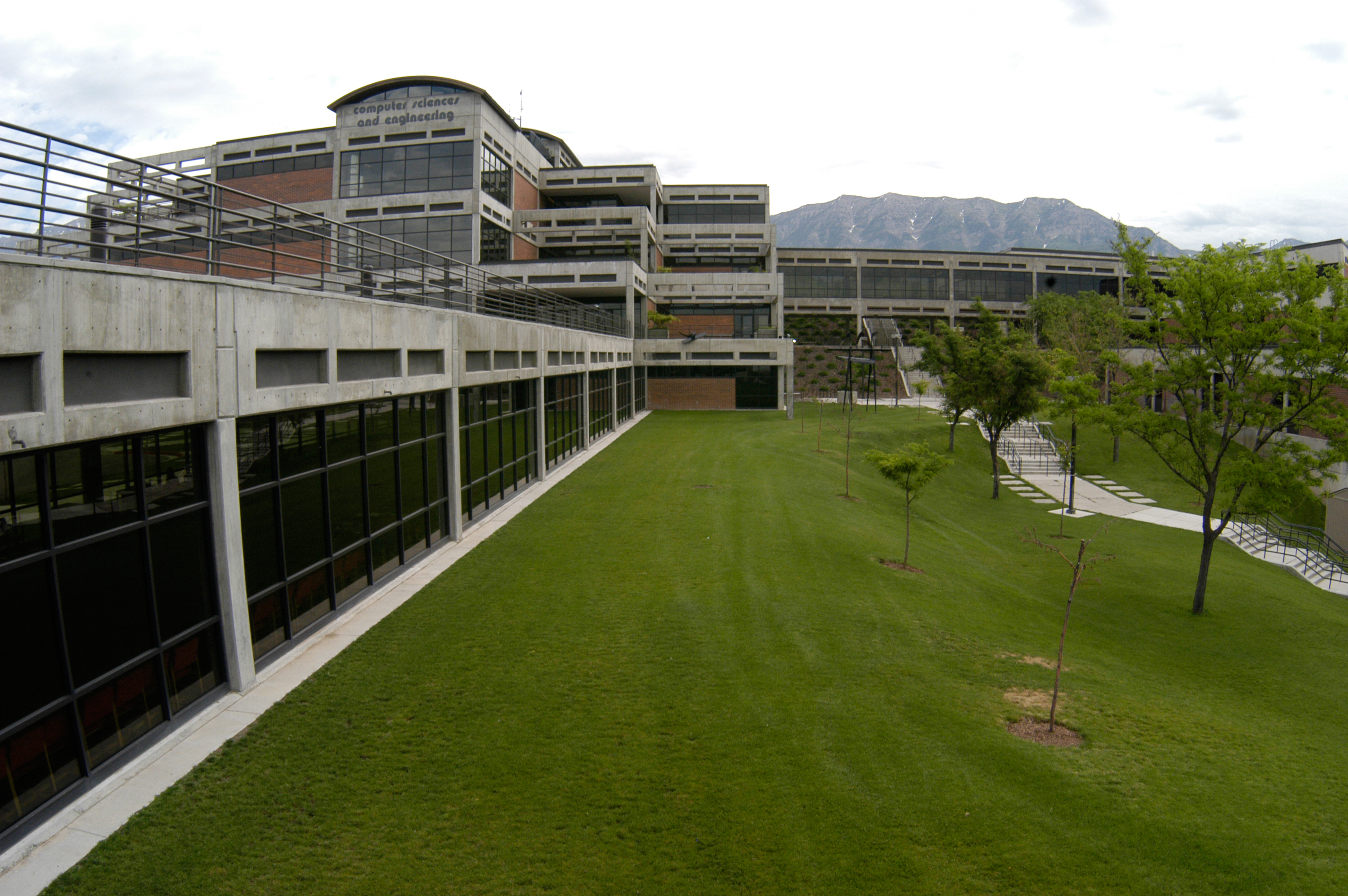
Gebäude der Universität, Informatik

Im Herbst 2020 waren 40.936 Studierende an der UVU eingeschrieben. Davon strebten 40.311 (98,5 %) ihren ersten Studienabschluss an, sie waren also undergraduates. Von diesen waren 49 % weiblich und 51 % männlich; 1 % bezeichneten sich als asiatisch, 1 % als schwarz/afroamerikanisch, 12 % als Hispanic/Latino und 79 % als weiß. 625 (1,5 %) arbeiteten auf einen weiteren Abschluss hin, sie waren graduates. Es lehrten 1.475 Dozenten an der Universität, davon 753 in Vollzeit und 722 in Teilzeit.
2009 waren 23.750 Studierende an der UVU eingeschrieben, und die Hochschule gehörte zu den in Bezug auf Studentenzahlen am schnellsten wachsenden Universitäten in den USA. Sie war damals die die drittgrößte Hochschule in Utah. 2012 waren es 33.395 Studierende.

## Sport
Die Sportteams der UVU sind die Wolverines. Die Hochschule ist Mitglied der Western Athletic Conference.
Außerdem nutzte das Team des Utah Flash bis zu seinem Umzug 2011 nach Delaware das UCCU Center auf dem Campus der Universität bei Heimspielen.

## Persönlichkeiten
- A. J. Cook (* 1978), kanadische Schauspielerin
- Christopher Fogt (* 1983), Bobsportler, Silbermedaille 2014 bei den Olympischen Spielen in Sotschi, Abschluss an der UVU 2008
- Matt Gay (* 1994), American-Football-Spieler
- Travis Hansen (* 1978), Basketballspieler, Missionar
- Noelle Pikus-Pace (* 1982), Skeletonpilotin, Silbermedaille 2014 bei den Olympischen Spielen in Sotschi